# Katy Steding
Kathryn Suzanne Steding, detta Katy (Tualatin, 11 dicembre 1967), è un'ex cestista e allenatrice di pallacanestro statunitense, professionista nella ABL e nella WNBA.

## Carriera
È stata selezionata dalle Sacramento Monarchs al primo giro del Draft WNBA 2000 (14ª scelta assoluta).
Con gli Stati Uniti ha disputato i Campionati americani del 1993 e i Giochi olimpici di Atlanta 1996.